# Valencia Fútbol Club
|  | No s'ha de confondre amb València CF o Valencia Football Club. |

El Valencia Fútbol Club fou un club de futbol veneçolà de la ciutat de Valencia.
Fou campió nacional el 1971. El 1997 el futbol local es reorganitzà, naixent el Carabobo FC com a principal club de la ciutat.

## Palmarès
- Lliga veneçolana de futbol:[2]
  - 1971
- Copa veneçolana de futbol:[3]
  - 1965, 1978

- Segona Divisió de futbol:
  - 1990